# Timberline Lodge
Pour les articles homonymes, voir Timberline et Lodge.
Timberline Lodge est un hôtel de montagne, situé sur le côté sud du Mont Hood, dans l'Oregon, à environ 96 km à l'est de Portland. 
Ce National Historic Landmark siège à 1 816 mètres d'altitude, dans la forêt nationale du Mont Hood et est accessible par la Mont Hood Scenic Byway. 

## Histoire
La face sud du mont Hood a longtemps été une voie d’accès majeure pour accéder à son sommet. Depuis sa première ascension en 1845, les grimpeurs partaient de Governement Gamp et passaient une nuit aux environs de l’emplacement actuel de l’hôtel. Le gain de popularité du ski alpin a permis la construction, en 1916, par le service Forestier d’une cabane pour servir de refuge hivernal et de service d’urgence en été. Un hôtel plus important fut érigé en 1924 où des repas étaient servis. On pouvait aussi louer des matelas pour un plus grand confort. Dans le contexte de la crise des années 1930, la construction du Timberline Lodge a permis de donner du travail à plus de 500 ouvriers. Les travaux furent placés sous la responsabilité de la Works Progress Administration. C’est le 28 septembre 1937 que le président Roosevelt a inauguré l’hôtel, le qualifiant de "monument à l’habileté et aux loyaux services des travailleurs". En 1972, il fut ajouté au Registre national des lieux historiques. Le cœur du bâtiment est le hall en forme d’hexagone au milieu duquel se trouve une cheminée de 28 mètres de haut. L’hôtel sert de décor pour quelques scènes d’extérieur dans le film Shining de Stanley Kubrick sorti en 1980.

## L’hôtel aujourd’hui
C'est aujourd'hui une attraction touristique, qui accueille chaque année plus d'un million de personnes. Outre l’hôtel, Timberline lodge est aussi une station de sports d’hiver ouverte en hiver et en été. Elle comprend 35 pistes –en hiver – qui s'étendent entre 1 400 et 2 600 mètres d’altitude.